# Anne-Marie Helder
Anne-Marie Helder is een Britse zangeres en fluitiste.
Helder krijgt muziek met de paplepel ingegoten; haar moeder zong in een plaatselijk koor en nam haar dochter al vroeg mee naar repetities en concerten. Op de lagere school wilde Helder al klarinet leren spelen; het muziekinstrument was niet voorhanden en Helder ging aan het werk op de dwarsfluit. Via vader kreeg ze muziek te horen van The Beatles, The Rolling Stones en Eric Clapton, maar in de jaren 80/90 kwamen daar nieuw stromingen bij zoals grunge en metal. Haar broer speelde overigens kornet bij Simply Red. Haar stem begon ze te gebruiken op vijftienjarige leeftijd om in schoolbandjes te spelen. Dat zet zich door als ze filosofie gaat studeren aan de Universiteit van Swansea. Ze studeerde ook een jaar Kunsten aldaar.
Ze viel qua stem op en werd door de band Karnataka ingeschakeld bij de tournees, als vanzelf werd ze het zesde lid van de band en zong derhalve mee op het album Delicate flame of desire. Daarna ging die band op tournee en Helder beleefde dat mee; het resultaat was album Strange behaviour. Na dat album valt Karnataka uit elkaar en ze neemt zelf wat nummers op, die terechtkomen op de ep The contact. Ze trad toe tot Panic Room, de band van Jonathan Edwards (ex-Karnataka). Geld verdiende ze door met andere musici te spelen, belangrijkste factor daarbij was de band Mostly Autumn (2007-2008/2010) met wie ze ook een aantal albums maakte. Daarnaast maakten onder andere Fish (2005-2006) en Midge Ure (2009) gebruik van haar diensten.
Met Heather Findlay (ex van Fish) en Angela Gordon neemt ze onder de bandnaam Odin Dragonfly het album Offerings op.
John Wetton en Geoff Downes schakelden haar in voor het album Icon 3 en de bijbehorende toer. Voortvloeisel daarvan zijn de opnamen voor Electronica (verwacht medio 2011) met Downes als ze lid is van het New Dance Orchestra. Ondertussen gaan optredens met de Panic room gewoon door.
Ze is/was levenspartner van Dave Kilminster, gitarist bij onder meer Keith Emerson Band en Icon.

## Discografie

### Solo
- The Contact (ep, 2004)

### Tigerdragon
- Life Stories (2001)
- The Universal Key (2002)

### Karnataka
- Delicate flame of desire (2002)
- Strange behaviour - (Live, 2004)

### Fish
- Communion (Live, 2007)

### Dave Kilminster
- Scarlet (2007) s

### Mostly Autumn
- Heart Full of Sky (2007)
- Glass Shadows (2008)
- Go Well Diamond Heart (2010)
- That Night in Leamington (2011)

### Odin Dragonfly
- Offerings (2007)

### Panic Room
- Visionary position (2008)
- Satellite (2010)

### John Wetton & Geoff Downes
- Icon 3 (2009)

### Parade
- The Fabric (2009)